# Žvečilni gumi
Žvečilni gumi je slaščica, ki jo žvečimo. Lahko je tudi brez sladkorja (z nadomestki). Dober je za zobe in proizvodnjo sline (priporočajo ga zobozdravniki). V Singapurju njihova prodaja ni dovoljena, ker jih je zelo težko odstraniti s tal.( Odstranimo ga lahko tako da na njega damo kocko ledu( preizkušeno na oblačilih.))
Na Slovenskem se je za žvečilni gumi uveljavil tudi pogovorni izraz či(k)gumi. Izraz izvira iz besedne zveze, arh. čikati (žvečiti) ter besede gumi (guma).

## Odkritje
Kalijev acesulfam sta po naključju leta 1967 odkrila  Karla Claussa in Haralda Jensena v Hoechst AG, in sicr pri razvijanju podobne spojine (5,6-dimetil-1, 2, 3-oxathiazin-4 (3H)-ena 2,2-dioksida.[6][7] Clauss je pri svojem delu s kemikalijami po nesreči namočil prste v kemikalije s katerimi je delal in jih polizal, da bi lažje vzel list papirja. [8]  Nadaljnje raziskave so pokazale, da precejšnje število spojin z enako osnovno strukturo obroča, daje različne stopnje sladkosti. Ker je imel 6-metil-1, 2, 3-oxathiazine-4 (3H)-ena 2,2-dioksida imel posebno ugodne lastnosti okusa in je bil relativno enostavno za sintetizirati, je bil izločen iz nadaljnje raziskave.  Svetovna zdravstvena organizacija ga je leta 1978 poimenovala z generičnim imenom (acesulfam-K, kalijev acesulfam). [6]

## Skrb za varnost
Kot pri drugih umetnih sladilih se tudi pri kalijevem acelsulfamom poraja vprašanje, ali je živilo varno za uživanje. Čeprav študije teh sladil kažejo različne in kontroverzne stopnje prehranske varnosti, je United States Food and Drug Administration (FDA) (Združenje za hrano in zdravila ZDA) odobrila njihovo splošno uporabo. Kritiki pravijo, da kalijev acesulfam niso proučevali ustrezno in da je lahko rakotvoren, čeprav so bile te trditve zavrnjene s strani ameriške FDA [9] in tudi s strani ustreznih organov Evropske Unije.[10]
Nekateri možni učinki povezani s kalijevim acesulfatom so se pojavili v študijah na živalih. Za kalijev acesulfam je dokazano, da pri podganah odmerek vzpodbudi odvisno izločanje inzulina, vendar niso opazili hipoglikemije. [11]
Ena izmed študij na glodavcih je pokazala, da niso opazili povečane pojavnosti tumorjev kot odziv na uživanje kalijevega acesulfama. [12] V tej študiji, ki jo je izvajala Nacionalni program za toksikologijo v ZDA, je 60 podgan dobivalo kalijev acesulfam 40 tednov, kar sestavlja kar 3% njihove celotne prehrane (kar bi bilo enakovredno uživanju 38,0768g pločevink umetno sladkane sode vsak dan pri človeku). Študija je pokazala, da ni bilo nobenega znaka, da bi na tej ali nižji ravni kalijev acesulfam povečal tveganje za nastanek raka ali drugih novotvorb pri podganah. [13] Priporočene so bile nadaljnje raziskave na področju varnosti tega živila. [14] [15]